# Carl Olof Rahm
Carl Olof Rahm, född 31 mars 1870 i Närkes Kil, Örebro län, död 3 januari 1946 i Stockholm, var en svensk ingenjör och idrottsledare.

## Biografi

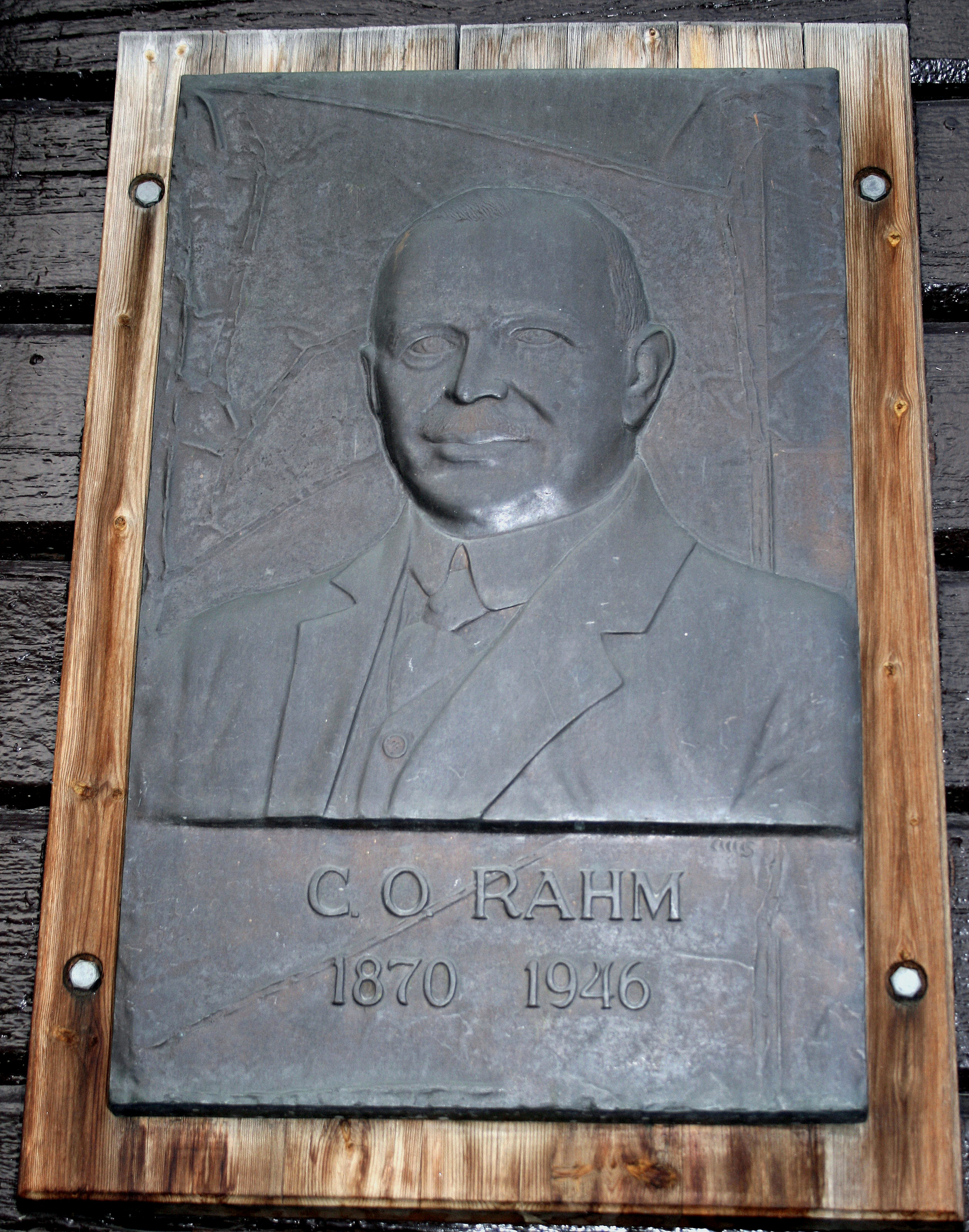
Carl Olof Rahm i ett bronsporträtt vid Åre bergbana.

Efter avgångsexamen från Örebro tekniska elementarskola 1888 blev Rahm elev vid Asea samma år, ritare vid Stockholms patentbyrå 1889, ingenjör vid Asea i Västerås samma år och var chef för dess filial i Stockholm 1893–1905, verkställande direktör för Djursholms Elektriska Belysnings AB 1895–1910 och för de Lavals Elektriska AB 1901–1902. Han bedrev specialstudier vid tekniska högskolan i Berlin 1905–1906, var sekreterare i Svenska Elektricitetsverksföreningen 1906–1913 och redaktör för Svenska Elektricitetsverksföreningens statistik 1906–1927. Han var ingenjör vid Stockholms elektricitetsverk 1911, förste ingenjör för distributionens andra avdelning där 1928–1935, verkställande direktör i Västra Jämtlands Kraft AB från 1923 samt jourhavande styrelseledamot i Brännkyrka och Nacka Elektriska Distributions AB 1935–1938. 
Rahm grundlade Åre vintersportplats 1906–1908 och var verkställande direktör i Åre AB 1908–1923. Han var ordförande i Svenska Tennisförbundet 1921–1925 och i Svenska Curlingförbundet 1934–1936.
Rahm är begravd vid Åre gamla kyrka, vilket var hans egen önskan. Han har inga kända ättlingar, och den enda nära släkting vid hans död var en syster.